# Лхоп
Лхоп (англ. Lhop, букв. — «южане»), также дойа (англ. Doya), лопи — малоизученная этническая группа на юго-западе Бутана.
В Бутане их считают коренным народом. Лхоп проживают в долинах дзонгхага Самце и в дуарах около Пхунчолинга. Разговаривают на языках лхокпу и дзонг-кэ. Численность составляет около 2500 человек (1993).
Одежда лхоп похожа на одежду народа лепча, в ней также присутствуют элементы одежды народов бхутия и тото. Наследование ведётся по материнской линии (матрилинейность). У народа распространена женитьба между двоюродными братьями и сёстрами, а также бальзамирование умерших, мумии которых сохраняют в позе эмбриона в круглом саркофаге над землёй.
Религия лхоп являет собой смесь тибетского буддизма и анимизма, они поклоняются местным божествам Жипда-Неда (Zhipda-Neda).